# MONDO GROSSO
몬도 그로소(이탈리아어: Mondo Grosso)는 일본의 대표적인 클럽 아티스트로, 애시드 재즈와 하우스 음악을 기반으로 하는 음악 그룹이다. 오사와 신이치를 중심으로 1991년에 결성되었다. 몬도 그로소는 1990년대 초부터 일본의 클럽 씬에서 그 존재를 뚜렷이 부각시켜 왔으며, 1993년에 셀프 타이틀 데뷔 앨범인 《Mondo Grosso》로 일본은 물론 세계적인 반향을 얻었다. 이들의 데뷔 앨범이 미국과 유럽 시장에 발매되어 폭발적인 인기를 얻은후, 몬도 그로소는 이에 고무되어 대대적인 유럽 투어를 진행하며 1995년에 2집 《Born Free》를 발표했다. 2004년 이후로는 사실상 오사와 신이치의 1인 그룹이 되면서, 모든 곡을 그의 명의로 발표하고 있고, 몬도 그로소라는 그룹명을 잘 쓰고 있지 않다.
이로부터 몬도 그로소는 오사와 신이치를 중심으로 한 프로젝트 밴드의 성격을 띠게 되었으며, 국제적으로 인정받는 프로듀서로서 자리매김했다. 97년 발표한 3집 'Closer'와 프로듀스 앨범인 차라, 먼데이 미치루, US 등의 싱글들은 미국시장에서도 아시아 계 음반 초유의 기록적인 판매고를 수립했다. 또한, 98년 발표한 4집 'MG4'의 커팅 싱글 ‘Life’는 전 세계 25개국에 발매되어 많은 평론가들로부터 호평을 얻으며, 다수의 권위있는 수상기관 으로부터 Album of The Year 로 선정되었다.
이후 자미로콰이의 리믹스를 맡은 몬도 그로소는 2002년에 2002년 FIFA 월드컵의 공식 앨범인 《Fever Pitch》를 위한 싱글을 제작하기도 하였으며, 보아를 피쳐링한 《Everything Needs Love》로 한일 양국에서 화제를 불러모았다.
2003년에 몬도 그로소는 보아와 드래곤 애쉬의 KJ, 토와 테이, UA 등 다양한 장르의 아티스트들을 아울러 피쳐링한 5집 'Next Wave'를 발표했다.
그리고 Next Wave의 리믹스 앨범인 《Henshin》을 발매했다. 2004년엔 에이벡스로 기획사를 옮긴 후에는 아무로 나미에, 보아 등 다양한 가수들의 음악을 프로듀싱 또는 리믹싱하고있다.
2007년 자기 본명으로 The One으로 1집을 냈다. 2008년엔 1집 리믹스앨범 The One +을 냈고, 2009년엔 그의 리믹스 베스트 앨범과 신곡 eeaa를 포함한 TEPPAN-YAKI를 발매했다.
2010년에 오사와 신이치의 2집 SO2를 발매했고, 2011년엔 2집의 리믹스앨범인 SO2 Remixes를 발매하고 다양한 가수들, DJ들과 함께 활발한 활동을 벌이고 있다.